# Spheres (album Pestilence)
Spheres – czwarty album studyjny holenderskiej grupy muzycznej Pestilence. Wydawnictwo ukazało się 3 maja 1993 roku nakładem wytwórni muzycznej Roadrunner Records. Nagrania zostały zarejestrowane w 1993 roku w Studio Arnold Mühren.

## Lista utworów
Opracowano na podstawie materiału źródłowego.
| Nr  | Tytuł utworu                                | Autorzy                  | Długość |
| --- | ------------------------------------------- | ------------------------ | ------- |
| 1.  | „Mind Reflections”                          | Foddis, Mameli, Uterwijk | 3:21    |
| 2.  | „Multiple Beings”                           | Foddis, Mameli, Uterwijk | 4:05    |
| 3.  | „The Level of Perception”                   | Foddis, Mameli, Uterwijk | 3:49    |
| 4.  | „Aurian Eyes” (utwór instrumentalny)        | Mameli                   | 1:32    |
| 5.  | „Soul Search”                               | Foddis, Mameli           | 3:19    |
| 6.  | „Personal Energy”                           | Foddis, Mameli           | 4:09    |
| 7.  | „Voices from Within” (utwór instrumentalny) | Uterwijk                 | 1:12    |
| 8.  | „Spheres”                                   | Foddis, Mameli, Uterwijk | 3:29    |
| 9.  | „Changing Perspectives”                     | Foddis, Mameli, Uterwijk | 3:24    |
| 10. | „Phileas” (utwór instrumentalny)            | Thesseling               | 1:17    |
| 11. | „Demise of Time”                            | Foddis, Mameli           | 3:40    |
|     |                                             |                          | 33:17   |

## Twórcy
Opracowano na podstawie materiału źródłowego.

- Patrick Mameli - wokal prowadzący, gitara rytmiczna, gitara prowadząca, syntezator gitarowy, produkcja
- Patrick Uterwijk - gitara rytmiczna, gitara prowadząca, syntezator gitarowy
- Jeroen Paul Thesseling - gitara basowa
- Marco Foddis - perkusja, instrumenty perkusyjne
- Steve Fontano - inżynieria dźwięku, miksowanie, produkcja
- Patrick Mühren - miksowanie
- Dan SeaGrave - ilustracje

## Wydania
| Rok  | Format                      | Nr katalogowy             | Wytwórnia                                    | Region            | Źródło |
| ---- | --------------------------- | ------------------------- | -------------------------------------------- | ----------------- | ------ |
| 1993 | CD, Album                   | RR 9081 2, D. INT 846.290 | Roadrunner Records, Intercord Record Service | Holandia          | [ 3 ]  |
| 1993 | CD, Album                   | RR 9081-2                 | Roadrunner Records                           | Stany Zjednoczone | [ 3 ]  |
| 1993 | Cass, Album                 | RR 9081-4                 | Roadrunner Records                           | Stany Zjednoczone | [ 3 ]  |
| 1993 | LP, Album                   | RR 9081 1                 | Roadrunner Records                           | Holandia          | [ 3 ]  |
| 1996 | Cass, Album                 | brak                      | Moon Records                                 | Ukraina           | [ 3 ]  |
| 2007 | CD, Album, RM, RE, Ltd, Dig | MASS CD DG 1049           | Metal Mind Productions                       | Europa            | [ 3 ]  |